# Rödbladig bergenia
Rödbladig bergenia (Bergenia purpurascens) är en växtart i familjen stenbräckeväxter som förekommer naturligt i östra Himalaya och norra Myanmar. Arten odlas som trädgårdsväxt i Sverige.
Rödbladig bergenia är lik bergenia (B. crassifolia) men har tätt med långa klibbiga hår på blomställningar och foder. Bergenia har endast sparsamma, korta klibbhår.

## Synonymer
Bergenia delavayi (Franchet) Engler
Bergenia purpurascens f. delavayi (Franchet) Handel-Mazzetti
Bergenia purpurascens var. delavayi (Franchet) Engler & Irmscher
Bergenia purpurascens var. macrantha (Franchet) Diels
Saxifraga delavayi Franchet
Saxifraga purpurascens J. D. Hooker & Thomson
Saxifraga purpurascens var. macrantha Franchet.